# Smithia ciliata
Smithia ciliata är en ärtväxtart som beskrevs av John Forbes Royle. Smithia ciliata ingår i släktet Smithia och familjen ärtväxter. Inga underarter finns listade i Catalogue of Life.